# Limnocalanus johanseni
Limnocalanus johanseni är en kräftdjursart som beskrevs av Marsh 1920. Limnocalanus johanseni ingår i släktet Limnocalanus och familjen Centropagidae. Inga underarter finns listade i Catalogue of Life.